# Johan Grøttumsbråten
Johan Hagbart Pedersen Grøttumsbraaten, né le 24 février 1899 à Sørkedalen (en) et décédé le 21 janvier 1983 à Vestre Aker, est un coureur du combiné nordique et un fondeur norvégien. Il a reçu la médaille Holmenkollen en 1924 avec son compatriote Harald Økern.

## Carrière

### Premiers succès
Membre du club IL i BUL, il monte sur son premier podium au festival de ski de Holmenkollen en 1920, où il finit deuxième du combiné.
En 1923, il devient enfin vainqueur, ce qui lui attribue la Médaille Holmenkollen en 1924.

### Jeux olympiques 1924
Lors des Jeux olympiques d'hiver de 1924 de Chamonix, Johan Grøttumsbraaten s'élance en quatrième position de la course de 50 km en ski de fond au matin du 30 janvier. Après avoir rapidement dépassé les trois concurrents qui se sont élancés avant lui, le Norvégien doit assurer la trace sur la quasi-totalité du parcours. Il pénètre dans le Stade olympique en concluant avec un temps de 3 h 47 min 46 s, prenant la tête qu'il ne conserve que dix minutes. Dépassé par Thorleif Haug et Thoralf Strømstad, il obtient la médaille de bronze dans un triplé norvégien.
Trois jours plus tard, il remonte de nombreux concurrents dans le 18 km pour conclure à la deuxième place, une minute derrière Haug,. Cette performance, comptant également pour l'épreuve de fond du combiné nordique, lui offre une nouvelle médaille après qu'il saute à 44,5 mètres à sa deuxième tentative au saut à skis. Il termine troisième de concours avec 17,854 points. Dans une exhibition hors-compétition pour tenter de battre le record du monde de saut à skis, Grøttumsbråten fait un bond de 52 mètres.

### Jeux olympiques 1928
Fort d'un nouveau statut de champion du monde du combiné nordique obtenu à Lahti en 1926, devant Thorleif Haug, grâce notamment à une excellente performance en ski de fond, malgré un froid extrême qui lui gèle les oreilles, il remporte la course de ski de fond de 18 km des Jeux olympiques d'hiver de 1928 à Saint-Moritz,. Le 17 février 1928, il prend la tête de la course sur un terrain rapide et conserve son avance jusqu'à la fin pour devenir champion olympique,. Avec une grande avance au combiné, il assure le lendemain deux sauts sur le tremplin de Saint-Moritz, à 49,3 mètres et 56 mètres pour s'assurer une deuxième médaille d'or en deux jours,,.

### Champion du monde en 1931
Aux Championnats du monde 1931, il réalise de nouveau le doublé comme aux Jeux olympiques 1928, en gagnant la médaille d'or au combiné et au dix-huit kilomètres de ski de fond. Il remporte aussi cette année pour la cinquième fois la course de combiné au Festival de ski de Holmenkollen, un record.

### Jeux olympiques 1932
Aux Jeux olympiques d'hiver de 1932, il est le porte-drapeau de la délégation norvégienne.
Lors de l'épreuve de 18 kilomètres en ski de fond des Jeux olympiques à Lake Placid, Johan Grøttumsbråten termine à la sixième place, la seule compétition olympique où il ne remporte aucune médaille. Champion olympique en titre, il s'affaisse pendant l'épreuve mais continue avec courage jusqu'à la ligne d'arrivée. Le Norvégien conserve néanmoins son titre olympique sur le combiné nordique.

## Palmarès

### Jeux olympiques
| Épreuve / Édition | Chamonix 1924                       | Saint-Moritz 1928              | Lake Placid 1932               |
| Combiné nordique  | Médaille de bronze, Jeux olympiques | Médaille d'or, Jeux olympiques | Médaille d'or, Jeux olympiques |
| Ski de fond 18 km | Médaille d'argent, Jeux olympiques  | Médaille d'or, Jeux olympiques | 6e                             |
| Ski de fond 50 km | Médaille de bronze, Jeux olympiques |                                |                                |

Les Jeux olympiques comptent également comme championnats du monde sauf pour le combiné nordique.

### Championnats du monde
| Épreuve / Édition | Épreuve / Édition | Lahti 1926                    | Oberhof 1931                  |
| Combiné nordique  | Combiné nordique  | Médaille d'or, Coupe du Monde | Médaille d'or, Coupe du Monde |
| Ski de fond 18 km | Ski de fond 18 km |                               | Médaille d'or, Coupe du Monde |

### Jeux nordiques
- En 1922, il termine 2e des Jeux nordiques dans le 30 km derrière Manne Vuorinen.

### Championnats de Norvège
- Il termine premier en 1926, second en 1929 et troisième en 1922.

### Festival de ski d'Holmenkollen
- Il a gagné cette compétition en combiné nordique (no) en 1923, 1926, 1928, 1929 et 1931[1]. Il termine second en 1920, 1922 et 1924. Il termine troisième en 1921, 1927 et 1932.

### Jeux du ski de Lahti
- Il est le premier non-Finlandais à avoir remporté cette compétition en 1926 en combiné nordique (no).